# Cerro Huemul (Antarktis)
Cerro Huemul är en kulle i Antarktis. Den ligger i Sydshetlandsöarna. Argentina, Chile och Storbritannien gör anspråk på området.
Terrängen runt Cerro Huemul är huvudsakligen kuperad, men den allra närmaste omgivningen är varierad. Havet är nära Cerro Huemul norrut. Trakten är obefolkad. 